# Gianni Fucci
Gianni Fucci (Montbéliard, 3 ottobre 1928 – Santarcangelo di Romagna, 15 febbraio 2019) è stato un poeta italiano.

## Biografia
Nato in Francia da genitori italiani (padre toscano e madre romagnola di Borghi), all'età di otto anni Gianni Fucci si trasferisce a Santarcangelo di Romagna e apprende il dialetto santarcangiolese come seconda lingua madre.
In gioventù dà vita, assieme ad altri giovani intellettuali santarcangiolesi, al sodalizio che in seguito divenne noto come E' circal de' giudéizi . Svolge diversi lavori, chiudendo la sua vita attiva con l'incarico di responsabile della biblioteca comunale di Santarcangelo.
Il suo esordio come poeta dialettale risale alla metà degli anni settanta sulla rivista «Il lettore di provincia», diretta dall'amico Flavio Nicolini. Nel 1981 pubblica il suo primo libro di poesie, La mórta e e' cazadòur, edito da Maggioli. Da allora ha pubblicato numerose raccolte, vincendo diversi premi. Le sue poesie sono presenti in diverse antologie.
Sebbene Fucci sia principalmente un letterato, l'esigenza di scrivere il dialetto santarcangiolese lo ha indotto ad affrontare l'analisi del proprio dialetto, sulle basi gettate da Nino Pedretti. All'inizio degli anni ottanta è stato chiamato a far parte di una commissione istituita dall'Associazione Amici dell'Arte di Cervia, avente lo scopo di definire un'ortografia comune per i dialetti romagnoli. I criteri definiti dalla commissione sono stati in seguito pubblicati nel volume Regole fondamentali di grafia romagnola (Ravenna, Edizioni del Girasole, 1986). Si deve a Fucci l'introduzione del grafema <ê> nella grafia del santarcangiolese.

## Opere
- Gianni Fucci, La mórta e e' cazadòur, introduzione di Rina Macrelli, Rimini, Maggioli, 1981, OCLC 9256365.
- Gianni Fucci, Êlbar dla memória, introduzione di Franco Brevini, Rimini, Maggioli, 1989.
- Gianni Fucci, La balêda de vént, introduzione di Gualtiero De Santi, Verucchio, Pazzini, 1996, OCLC 37842840.
- Gianni Fucci, E' bastimént, Pasian di Prato, Campanotto, 1997, OCLC 237696820.
- Gianni Fucci, Nadêl. Sonetti d'auguri (1986-2001), prefazione di Luca Cesari, Verucchio, Pazzini, 2002, OCLC 62283063.
- Gianni Fucci, Témp e tempèsti, prefazione di Franco Brevini, Milano, Archinto, 2003, OCLC 52069099.
- Gianni Fucci, Vént e bandìri, prefazione di Luciano Benini Sforza, Rimini, Raffaelli, 2005, OCLC 69170061.
- Gianni Fucci, Da un chêv a l'êlt. Antologia delle opere poetiche (1981-2010), prefazione di Franco Brevini, a cura di Gianfranco Lauretano, Cesena, Il Ponte Vecchio, 2010.
- Gianni Fucci, Rumànẓ, Cesena, Il Vicolo, 2011.
- Gianni Fucci, Nadêl II. Sonetti d'auguri (2002-2013), prefazione di Annalisa Teodorani, Verucchio, Pazzini, 2013.
- Gianni Fucci, Fugh e fiàmbi (Magàra la còulpa l'è ênca la nòsta), presentazione di Giuseppe Bellosi, consulenza scientifica di Davide Pioggia, Verucchio, Pazzini, 2014.

### Critica letteraria
- Franco Brevini, Le parole perdute. Dialetti e poesia nel nostro secolo, Torino, Einaudi, 1990
- La poesia dialettale romagnola del Novecento, a cura di Gualtiero De Santi, Rimini, Maggioli, 1994
- Le radici e il sogno. Poeti dialettali del secondo Novecento in Romagna, a cura di Luciano Benini Sforza e Nevio Spadoni, Faenza, Mobydick, 1996
- La poesia in dialetto. Storia e testi dalle origini al Novecento, a cura di Franco Brevini, Milano, Mondadori, 1999
- Il pensiero dominante. Poesia italiana 1970-2000, antologia a cura di Franco Loi e Davide Rondoni, Milano, Garzanti, 2001

### Analisi linguistica
- D. Pioggia, Fonologia del santarcangiolese, Verucchio, Pazzini, 2012 (contiene un'analisi dello sviluppo della grafia di Fucci e una breve antologia di poesie trascritte con una grafia fonologica)
- D. Vitali, L. Canepari: "Santarcangelo di Romagna e i ‘dialetti dei dittonghi’", in: Davide Pioggia, Fonologia del santarcangiolese, Verucchio: Pazzini 2012 testo online